# Universal-Lexikon der Gegenwart und Vergangenheit

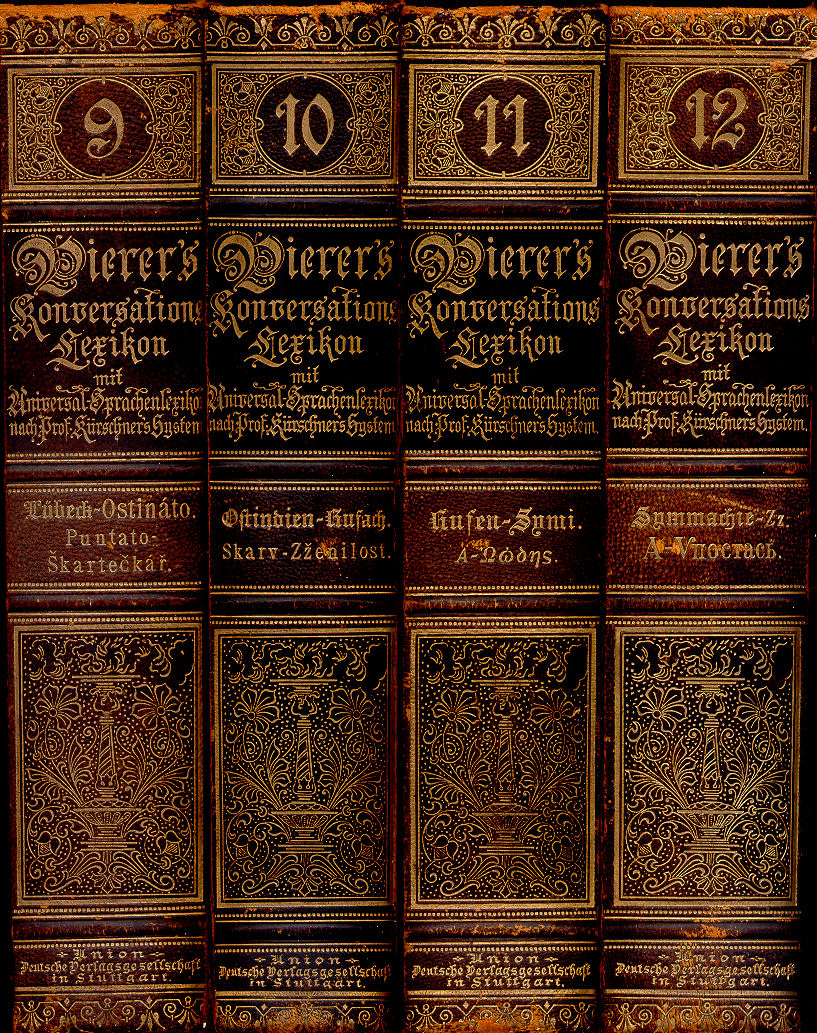
Bokryggar

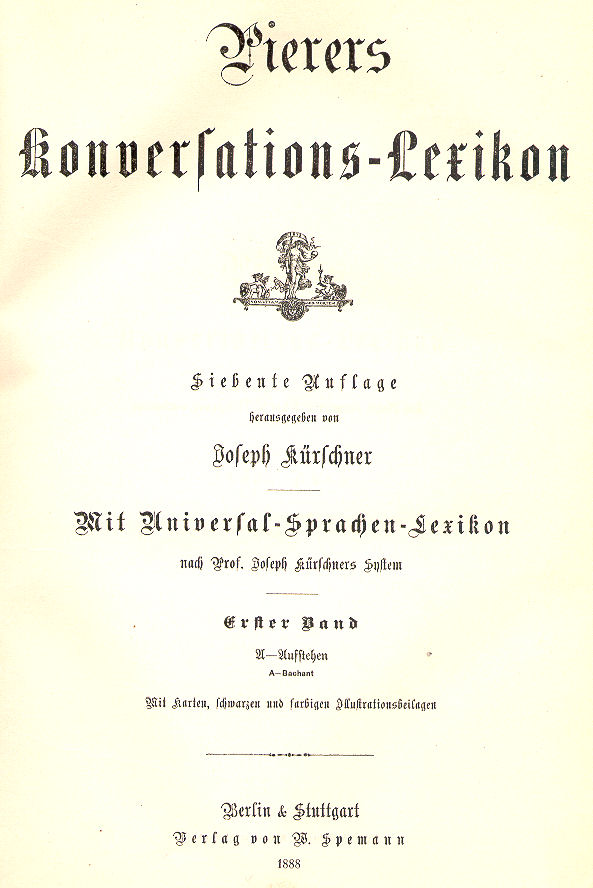
Titelsida

Universal-Lexikon der Gegenwart und Vergangenheit är ett encyklopediskt konversationslexikon av Heinrich A. Pierer (död 1850). Det är mindre känt än de tre namnkunniga uppslagsverken från 1800-talet (Brockhaus, Meyers Konversationslexikon och Herders Conversations-Lexikon). Det utkom första gången mellan 1824 och 1836 i 26 band och fortsattes efter Pierers död av Julius Löbe; vid utarbetande av andra upplagan deltog över 220, senare till och med över 300 medarbetare.
Pierer utgav i snabb takt aktualiserade nyupplagor: 1840–46 (andra upplagan), 1849–52 (tredje upplagan); Löbe gjorde en grundlig omarbetning: 1857–65 (fjärde upplagan), 1867–73 (femte upplagan); 1875–80 utkom, utan Löbes medverkan sjätte upplagan. Sjunde upplagan utgavs av Joseph Kürschner.
Uppslagsverket är idag nästan bortglömt, men skattades högt av samtida bedömare. Pierers Universallexikon tjänade som förebild för Joseph Meyer när denne utgav sitt Großem Conversations-Lexicon für die gebildeten Stände (1840–1852). Karl May och Arno Schmidt använde flitigt Pierers lexikon som informationskälla. 